# 久遠の河
『久遠の河』（くおんのかわ）は、チベット族中国人女性歌手・alanの日本における9枚目のシングル。中国語版は、『大江東去』（簡体字：大江东去）。

## 解説
- 2009年4月8日にavex traxよりリリース。「CD+DVD」と「CDのみ」の形態で発売。
- 表題曲は『レッドクリフ Part II -未来への最終決戦-』主題歌であり、カップリング曲も『レッドクリフPart I』の主題歌を収録している。公式サイトでは「レッドクリフ完結シングル」と紹介している。
- 2009年4月12日付のオリコンデイリーランキングで初の1位を獲得。また、2009年4月20日付のオリコン週間シングルチャートでは3位となり、中華人民共和国出身歌手としては、最高記録であった王菲の『Eyes On Me』の9位を10年ぶりに更新し、歴代最高順位となった。
- 『レッドクリフPart II』のパンフレットが付いたパンフレット付き劇場特別版を劇場で販売した。
- 楽譜は『ピアノピース777 久遠の河 by alan 東宝東和「レッドクリフ PatrII」主題歌 (楽譜)』 (ISBN 4777608719) のほか、ヤマハ「ぷりんと楽譜」からも出ている。
- 「大江東去」が2010年の香港電影金像奨 (Hong Kong Film Awards) の最佳原創電影歌曲 (Best Original Film Song) にノミネートされた[1]。

## 収録曲

### 通常盤

#### CD
1. 久遠の河
作詞：松井五郎 / 作曲：岩代太郎 / 編曲：中野雄太
2. 赤壁 〜大江東去〜
作詞：李焯雄 / 作曲：岩代太郎 / 編曲：中野雄太
「久遠の河」の中国語版。
3. RED CLIFF 〜心・戦〜
作詞：松井五郎 / 作曲：岩代太郎 / 編曲：中野雄太
4. 心・戦 〜RED CLIFF〜
作詞：李焯雄 / 作曲：岩代太郎 / 編曲：中野雄太
「RED CLIFF 〜心・戦〜」の中国語版。
5. 久遠の河 (insrumental)
6. 赤壁 〜大江東去〜 (instrumental)

#### DVD
1. 久遠の河 (Music Clip)
2. RED CLIFF 〜心・戦〜 (Music Clip)

### 劇場特別版
1. 久遠の河
2. 赤壁 〜大江東去〜 (End Roll Version)

## セールス
オリコンの調査に基づく、順位と推定販売枚数。
| 1日目 | 2日目 | 3日目 | 4日目 | 5日目 | 6日目 | 7日目 | 週間順位 | 推定販売枚数 |
| ----- | ----- | ----- | ----- | ----- | ----- | ----- | -------- | ------------ |
| -     | 9位   | 9位   | 10位  | 9位   | 10位  | 1位   | 3位      | 11,956枚     |
| 11位  | 12位  | 12位  | 12位  | 10位  | 16位  | 3位   | 9位      | 7,268枚      |
| 12位  | 44位  | 33位  | 32位  | 24位  | 20位  | 12位  | 24位     | 3,873枚      |
| 20位  | 31位  | 28位  | 25位  | 25位  | 12位  | 13位  | 25位     | 4,125枚      |
| 15位  | 19位  | 20位  | 25位  | 25位  | 21位  | 17位  | 21位     | 3,894枚      |
| 22位  | 49位  | 44位  | 40位  | 37位  | 39位  | 41位  | 41位     | 2,073枚      |
| 38位  | -     | -     | -     | -     | -     | -     | 80位     | 1,155枚      |
| 49位  | -     | -     | -     | -     | -     | -     | 96位     | 1,037枚      |
| -     | -     | -     | -     | -     | -     | -     | 132位    | 632枚        |
| -     | -     | -     | -     | -     | -     | -     | 125位    | 576枚        |
| -     | -     | -     | -     | -     | -     | -     | 147位    | 434枚        |
| -     | -     | -     | -     | -     | -     | -     | 176位    | 374枚        |
| -     | -     | -     | -     | -     | -     | -     | 187位    | 343枚        |

累積推定販売枚数：37,740枚

## カバー
- 三浦あずさ（CV：たかはし智秋）、2015年発売の『THE IDOLM@STER MASTER ARTIST 3 11 三浦あずさ』に収録。